# Марсело Маццарелло
Марсело Маццарелло (ісп. Marcelo Mazzarello; нар. 13 лютого 1965) — аргентинський актор. Став відомим українським телеглядачам завдяки чоловічій ролі шофера сеньйорити Вікторії Ді Карло Роккі («Моргана») в серіалі «Дикий ангел».

## Біографія
Народився Марсело Маццарелло 13 лютого 1965 року в Аргентині. Нині знімається в латиноамериканських телесеріалах і фільмах.

## Особисте життя
Одружений з Флоренсією Архенто.

## Вибрана фільмографія
- 1997 — Naranja y media (телесеріал)
- 1998 — Lo tuyo es mío (телесеріал)
- 1998-1999 — Дикий ангел (телесеріал)
- 1999-2001 — Buenos vecinos (телесеріал)
- 2001 — La Fuga (фільм)
- 2000– Malandras (телесеріал)
- 2005 — Hombres de honor (телесеріал)
- 2006-2007 — Ти — моє життя (телесеріал)
- 2006 — Pretendiendo (фільм)
- 2013 — Historia Clinica (міні-серіал)
- 2018 — Simona (телесеріал)